# Doux amer
Pour plus de détails, voir Fiche technique et Distribution.
Doux amer est un film français réalisé par Franck Appréderis, sorti en 1987.

## Fiche technique
- Titre : Doux amer
- Réalisation : Franck Appréderis
- Scénario : Franck Appréderis et Laurence Leininger
- Photographie : Jean Boffety
- Décors : Gérard Daoudal et Michel Blaise
- Costumes : Jean Micoine
- Son : René Nobilo et Lucien Fanucchi
- Musique : Jean Musy
- Montage : Laurence Leininger
- Pays d'origine :  France
- Production : B.A.M.C. Productions -  FR3 Cinéma
- Durée : 93 minutes
- Dates de sortie :
  - États-Unis : 17 octobre 1987 (sortie limitée)
  - France : 28 juin 1989

## Distribution
- Véronique Jannot
- François Duval
- Niels Arestrup
- Thierry Fortineau
- Tanya Lopert